# Стефан Банах
Сте́фан Ба́нах  (пол. Stefan Banach; 30 березня 1892, Краків — 31 серпня 1945, Львів) — польський математик, один із творців сучасного функціонального аналізу, один із двох засновників і безперечних лідерів Львівської математичної школи, професор університету Яна Казимира у Львові та Львівської Політехніки (з 1924), декан фізико-математичного факультету Львівського державного університету імені Івана Франка (1939—1941), керівник Інституту математики АН УРСР (Львівська філія) (1940—1941), депутат Львівської міської ради (1940—1941).
Член Польської академії знань (з 1924). У 1939—1945 президент Польського математичного товариства (член-засновник ПМТ з 1919, у 1932—1936 віце-президент).

## Біографія
Стефан Банах, син горянки Катерини Банах і Стефана Гречека, мешканця Краківського староства (30 березня 1892 — 31 серпня 1945).
Народився у Кракові, поляк. Після народження батько віддав його на виховання до сім'ї краківської пралі. Після навчання у IV краківській гімназії (1902–1910) вступив на факультет будови машин Львівської політехнічної школи. У 1911 році перевівся на факультет інженерії за спеціальністю «Сухопутна інженерія», де закінчив четвертий останній (1913–1914) навчальний рік.
З 1920 до 1922 року працював асистентом на кафедрі математики Львівської політехніки у професора Антонія Ломніцького. Опублікував низку наукових праць. У 1920 році здобув учений ступінь доктора філософії, а у 1924 був затверджений у вченому званні надзвичайного професора кафедри математики Львівського університету і обраний членом-кореспондентом Польської академії знань. У 1927 став звичайним професором.
Один із творців сучасного функціонального аналізу. Разом з Гуґо Штайнгаузом у 1929 році організував видання відомого журналу «Studia mathematica». Вивчений ним лінійний простір, який отримав назву «простору Банаха», має велике значення для сучасної математики.
Разом зі своїми учнями — С. Мазуром, В. Орлічем, Ю. П. Шаудером — став одним із фундаторів (згодом — зі світовим визнанням) Львівської математичної школи, в якій розроблено значну частину функціонального аналізу.
Багато його результатів стали класичними та входять до підручників і монографій з функціонального аналізу. Деякі роботи стосуються теорії звичайних диференціальних рівнянь (Банахове середнє), теорії функцій комплексної змінної. Основні праці (зокрема «Теорія лінійних операторів», «Диференційне та інтегральне числення») опубліковано польською, французькою й українською мовами.
У середовищі львівських математиків стало популярним зустрічатись і дискутувати в неформальному середовищі. Місцем таких зустрічей стала Шотландська кав'ярня, а найцікавіші витяги і формулювання цих дискусій записувались у Шотландську книгу — збірник математичних проблем. Стефан Банах записав у цю книгу 14 проблем та ще 11 — разом зі Станіславом Мазуром і Станіславом Улямом.
3 1939 до кінця життя 1945 року — президент Польського математичного товариства (член-засновник ПМТ з 1919 року, у 1932—1936 роках — віце-президент). Лауреат великої премії Польської академії знань (1939). Працював деканом фізико-математичного факультету Львівського державного університету імені Івана Франка і одночасно перебував на керівній роботі в Інституті математики АН УРСР (Львівська філія), якийсь час за сумісництвом завідував кафедрою теоретичної механіки Львівського політехнічного інституту.
У процесі підготовки до 125-річного ювілею, при вивченні архівів НАН України виявилося, що Стефан Банах не був членом-кореспондентом АН УРСР.
Радянська влада на початку окупації дуже загравала з професурою, свідченням чого було те, що Банах (поряд зі Штайнгаузом і Бартелем) отримав пропозицію видати свою книжку. Таким чином з'явився на світ українською мовою його «Функціональний аналіз». Щоправда, переклад цієї роботи тривав так довго та зустрів такі перешкоди, що фактично вона вийшла вже після війни, після смерті автора. Переклад здійснив університетський колега і заступник декана Мирон Зарицький, хоча його прізвище і не вказане в описі видання.
У 1940 році Стефан Банах був депутатом Львівської міської ради. Під час німецької окупації спочатку переховувався, а потім — аби якось прожити — працював донором у протитифозному інституті Вайґля.
Його відкриття стали золотим фондом математики XX століття. Польське математичне товариство заснувало премію імені С. Банаха.
Останні роки Стефан Банах жив у будинку Рідлів по вулиці Двєрніцького, нині вулиця Свєнціцького, 12.
У січні 1944 року в Стефана Банаха діагностували рак легень. Помер 31 серпня 1945 р. у віці 53 роки.
Похований у склепі родини Рідлів (пол. Riedl) на Личаківському цвинтарі, поле № 1а.

## Вшанування пам'яті
1946 року іменем Банаха названо одну з вулиць Львова.
 1992 року на корпусі Львівського національного університету ім. Івана Франка, на вул. Грушевського, 4, встановлено меморіальну таблицю, а будинок № 27 на проспекті Шевченка, 27, де колись містилася «Шотландська кав'ярня» (пол. Kawiarnia Szkocka), збиралися львівські математики, занесено до списку пам'яток історії Львова під номером 191.
 В 1992, 2002, 2012 і 2017 роках у Львові відбулись міжнародні наукові конференції, присвячені річницям від дня народження Стефана Банаха.

## Світлини

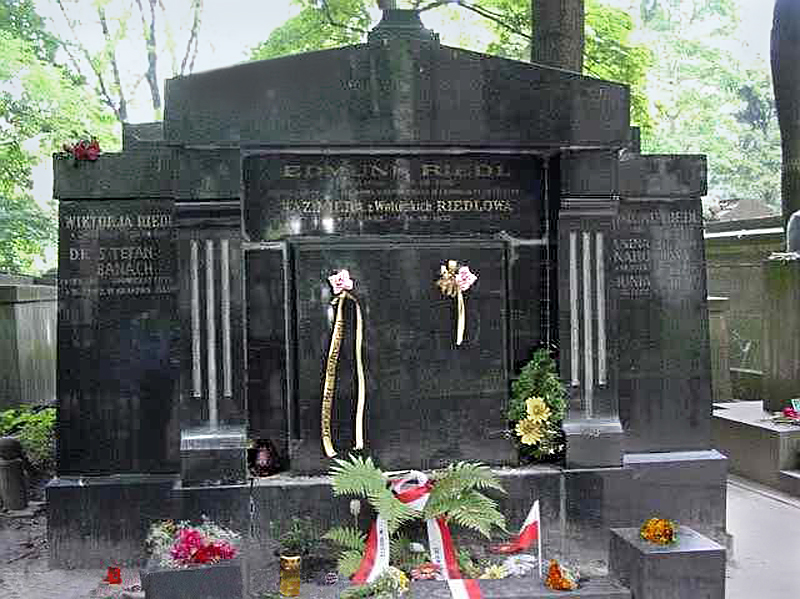
Місце поховання на Личаківському цвинтарі
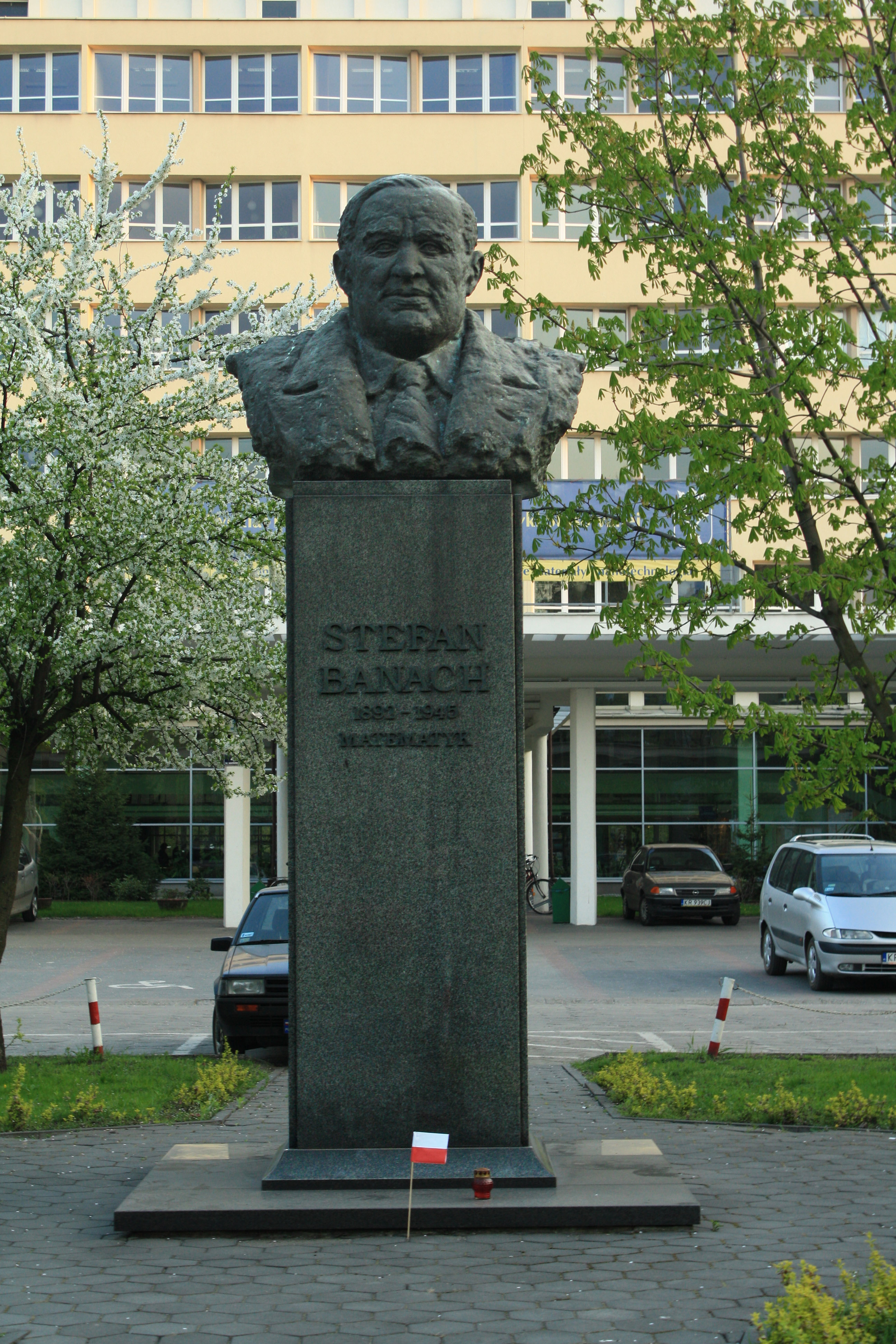
Пам'ятник в Кракові перед колишнім будинком Інституту математики Яґеллонського університету
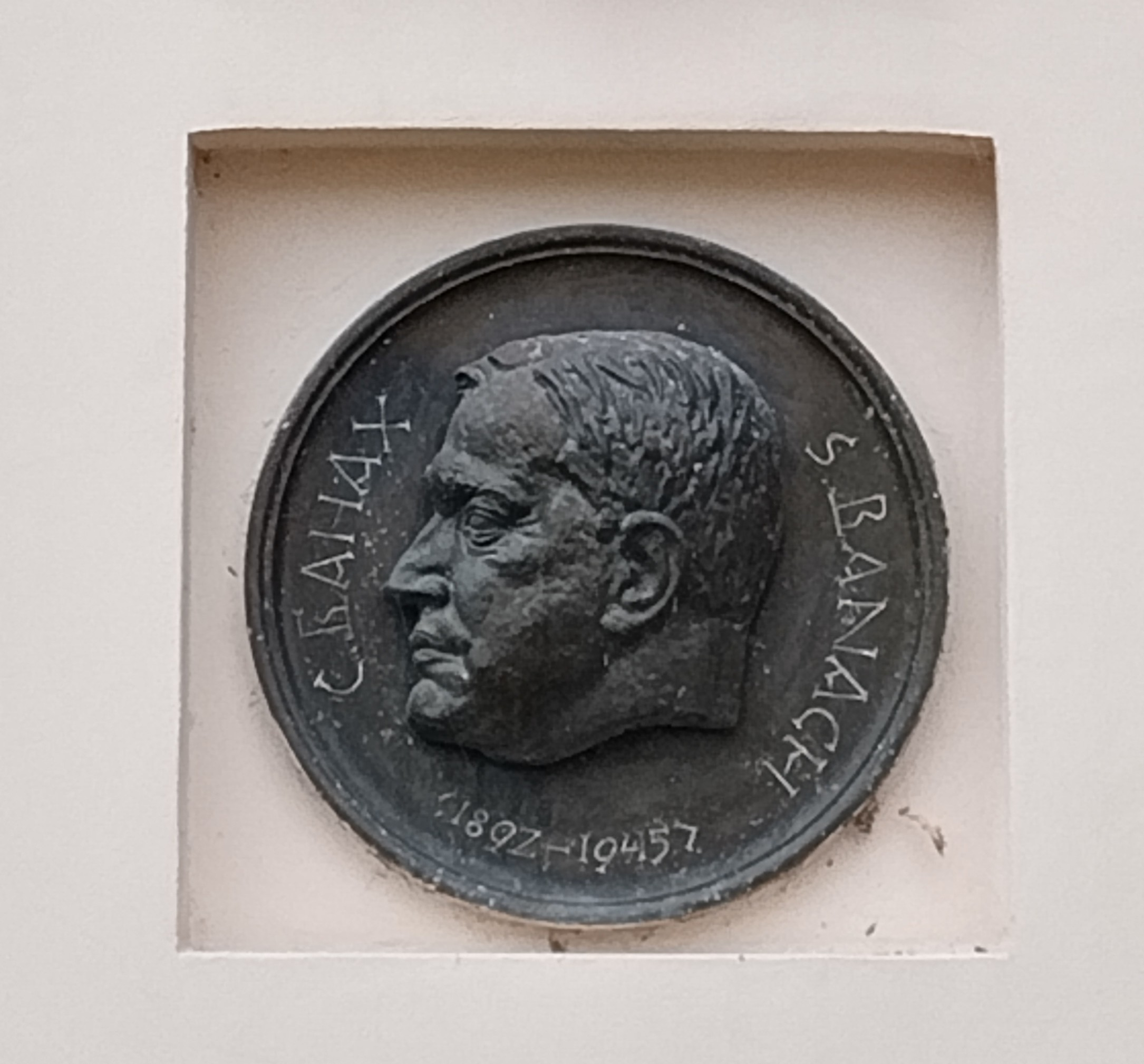
Меморіальна дошка на фасаді будівлі геологічного та біологічного факультетів ЛНУ

## Праці вченого
- Rachunek różniczkowy i całkowy (tom 1), wyd. Zakład Narodowy im. Ossolińskich, Lwów, 1929, s. 294 (пол.)
- Rachunek różniczkowy i całkowy (tom 2), wyd. Książnica-Atlas, Lwów-Warszawa, 1930, s. 248 (пол.)
- Teoria operacji. Tom I: Operacje liniowe, wyd. Kasy im. Mianowskiego Instytutu Popierania Nauki, Warszawa, 1931, s. VIII + 236 (пол.)
- Théorie des opérations linéaires, Warszawa, 1932 (фр.)
- Banach S. Mechanika. — Warszawa-Lwów-Wilno, 1938. (пол.)
- Банах С. Курс функціонального аналізу (лінійні операції). — К. : Радянська школа, 1948. — 216 с.(укр.)
- Banach S. Mechanics = Mechanika. — Warszawa-Wrocław, 1951. (англ.)
- Banach S. Wstęp do teorii funkcji rzeczywistych. — Warszawa-Wrocław, 1951. (пол.)
- Banach S. Œuvres. — Warszawa : PWN, 1967. — Т. 1.
- Банах С. Диференціальне та інтегральне числення = Rachunek różniczkowy i całkowy. — 2-е. — М. : Наука, 1966. — 436 с.(рос.)
- Banach S. Œuvres. — Warszawa : PWN, 1979. — Т. 2.